# Kremeneci járás
A Kremeneci járás (ukránul: Кременецький район, magyar átírással: Kremeneckij rajon) közigazgatási egység Ukrajna Ternopili területén. Székhelye Kremenec. A járást a 2020-as ukrajnai közigazgatási reform során hozták létre a megszüntetett Lanivtszi és Sumszki járások, valamint a Zbarazsi járás egyik részének összevonásával. A járáshoz került Kremenec város is, amely az összevonás előtt területi jelentőségű városként járási joggal rendelkezett. A járás területe 2650,7 km² (ez a Ternopili terület 19,1%-a), a népessége 2021-ben 143 191 fő.
A járás nyolc községre oszlik, amelyek önálló önkormányzattal rendelkeznek: Boruszki község, Veliki Dederkali község, Visnyivec község, Kremenec község, Lanyivci község, Lopusne község, Pocsajiv község, Sumszk község.

## Városok és városi jellegű települések[3]
- Kremenec (20 674 fő)
- Lanyivci (8323 fő)
- Pocsajiv (7691 fő)
- Sumszk (5366 fő)
- Visnyivec (3211 fő)